# ALEX – Historische Rechts- und Gesetzestexte Online
Unter dem Namen ALEX – Historische Rechts- und Gesetzestexte Online retrodigitalisiert die Österreichische Nationalbibliothek historische Rechtsquellen und stellt diese kostenfrei online zur Verfügung.
Die ÖNB kooperiert dabei mit Bildungs- und Kultureinrichtungen sowie gesetzgebenden Organen und Behörden des Bundes und der Länder Österreichs. ALEX ging aus der Initiative Anno (Austrian Newspapers Online) hervor und erhielt im Herbst 2006 eine eigenständige Internetplattform. Ende 2009 verfügte ALEX über rund 2.600.000 digitalisierte Seiten.
Neben der gesamtstaatlichen österreichischen Gesetzgebung ab 1780 (Justizgesetzsammlung, Politische Gesetzessammlung, Reichs-, Staats- und Bundesgesetzblätter) und der Landesgesetzgebung (der Bundesländer), die auch Ausgaben des Reichsgesetzblattes in anderen Sprachen Altösterreichs umfasst, findet man auch Parlamentaria (Stenographische Protokolle des Abgeordnetenhauses und des Herrenhauses des Reichsrates, der Provisorischen und der Konstituierenden Nationalversammlung Deutschösterreichs sowie von Nationalrat 1920–1933 und Ständestaatsparlament 1934–1938) in dem Portal. In den gesamtstaatlichen Gesetzestexten kann nach Jahr, Seite, Datum oder Titel des Gesetzes gesucht werden.
Geltendes österreichisches Recht hingegen findet man beinahe vollständig als Digitaltext im Rechtsinformationssystem (RIS) des österreichischen Bundeskanzleramts.

## Suche
Seit März 2011 ist eine Suche in den Inhaltsverzeichnissen von über 230.000 Gesetzen in sieben verschiedenen Sprachen aus den Jahren 1848 bis 1995 möglich. Die Gesamtstaatliche Gesetzgebung in den Sprachen Deutsch, Tschechisch, Serbokroatisch, Ungarisch, Italienisch, Polnisch und Slowenisch umfasst weiters die sowohl in lateinischer als auch in kyrillischer Schrift verfassten Gesetze. Mit dem Angebot der Suche erleichtert sich die Recherche nach Gesetzen um ein Vielfaches, da nicht mehr die genaue Stelle im Gesetzesblatt bekannt sein muss.